# Khoa học trung tâm

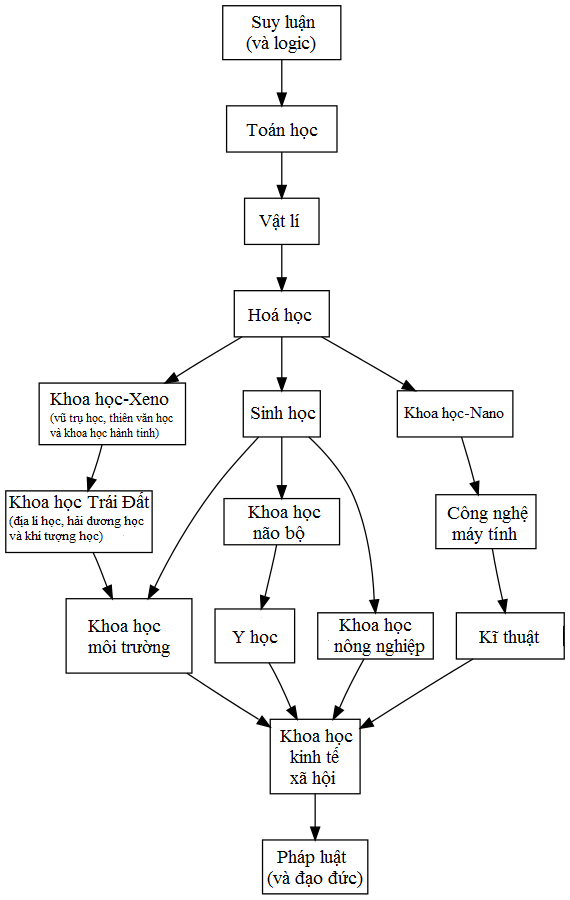
Một phần của trật tự của các ngành khoa học được đề xuất bởi Balaban và Klein.

Hóa học thường được gọi là khoa học trung tâm vì vai trò của nó trong việc kết nối các ngành khoa học vật lý, trong đó bao gồm hóa học, với các khoa học đời sống và áp dụng khoa học như y học và kỹ thuật. Bản chất của mối quan hệ này là một trong những chủ đề chính trong triết học hóa học và khoa học. Cụm từ này được phổ biến rộng rãi nhờ sử dụng trong sách giáo khoa của Theodore L. Brown và H. Eugene LeMay, có tiêu đề Hóa học: Khoa học Trung tâm, được xuất bản lần đầu tiên vào năm 1977, với ấn phẩm thứ mười ba xuất bản năm 2014.
Vai trò trung tâm của hóa học có thể được nhìn thấy trong việc phân loại theo hệ thống và phân cấp của các khoa học bởi Auguste Comte, trong đó mỗi môn học cung cấp một khuôn khổ chung cho khu vực mà nó đi trước (ngôn ngữ học -toán học → thiên văn học → vật lý → hóa học → sinh lý học và y khoa → khoa học xã hội). Balaban và Klein đã gần đây đã đề xuất một sơ đồ cho thấy trật tự một phần của khoa học, trong đó hóa học có thể được lập luận là "khoa học trung tâm" vì nó cung cấp một mức độ quan trọng của sự phân nhánh. Khi hình thành các kết nối này, ngành thấp hơn không thể được giảm hoàn toàn ảnh hưởng của các ngành cao hơn. Người ta nhận ra rằng các ngành thấp hơn có thể nổi lên ý tưởng và khái niệm không tồn tại trong các lĩnh vực khoa học cao hơn. Do đó hóa học được xây dựng trên sự hiểu biết về các quy luật vật lý điều khiển các hạt như nguyên tử, proton, điện tử, nhiệt động lực học... mặc dù nó đã được chứng minh rằng nó chưa được "hoàn toàn" cơ học lượng tử. Các khái niệm như sự tuần hoàn của các nguyên tố và các liên kết hoá học trong hóa học đang nổi lên ở chỗ chúng là nhiều hơn các lực cơ bản được định nghĩa bởi vật lý. Tương tự như vậy, sinh học không thể được đơn giản hoàn toàn vào hóa học. Chẳng hạn, sinh vật của sự tiến hóa có thể được mô tả dưới dạng hoá học bởi sự hiểu biết là nó là một đột biến theo thứ tự các cặp cơ sở di truyền trong DNA của cơ thể. Tuy nhiên, hóa học không thể mô tả đầy đủ quá trình vì nó không chứa các khái niệm như chọn lọc tự nhiên có trách nhiệm thúc đẩy quá trình tiến hóa. Hóa học là nền tảng của sinh học vì nó cung cấp phương pháp nghiên cứu và hiểu các phân tử cấu tạo tế bào. Kết nối được thực hiện bởi hóa học được hình thành thông qua các tiểu ngành khác nhau mà sử dụng các khái niệm từ nhiều ngành khoa học. Hóa học và vật lý là cả hai cần thiết trong các lĩnh vực hóa lý, hóa học hạt nhân, và hóa học lý thuyết. Hóa học và sinh học giao nhau trong các lĩnh vực hóa sinh, hóa dược, sinh học phân tử, sinh học hóa học, di truyền học phân tử, và hệ miễn dịch. Hóa học và các khoa học trái đất giao cắt trong các lĩnh vực như địa hoá và thủy văn.